# البسوفة (بني اخلوك)
البسوفة هو دُوَّار يقع بجماعة بني خلوڭ، إقليم سطات، جهة الدار البيضاء سطات في المملكة المغربية. ينتمي الدوّار لمشيخة بني اخلوك التي تضم 8 دواوير. يقدر عدد سكانه بـ 977 نسمة حسب الإحصاء الرسمي للسكان والسكنى لسنة 2004.

## روابط خارجية
- البوابة الوطنية للجماعات الترابية
- المندوبية السامية للتخطيط